# .pf
.pfはフランス領ポリネシアに割り当てられている国別コードトップレベルドメイン(ccTLD)。現時点では、第2レベルへの登録は、.com.pfのみ利用できる。